# Sodiq Atanda
Sodiq Ololade Atanda (Kano, 26 agosto 1993) è un calciatore nigeriano, difensore del Flamurtari Valona.

## Carriera

### Club
Il 4 gennaio 2016 viene acquistato a titolo definitivo dalla squadra albanese del Partizani Tirana.

### Nazionale
Ha giocato nella nazionale nigeriana Under-23.

## Statistiche

### Presenze e reti nei club
Statistiche aggiornate al 12 maggio 2019.
| Stagione                | Squadra                 | Campionato              | Campionato | Campionato | Coppe nazionali | Coppe nazionali | Coppe nazionali | Coppe continentali | Coppe continentali | Coppe continentali | Altre coppe | Altre coppe | Altre coppe | Totale | Totale |
| Stagione                | Squadra                 | Comp                    | Pres       | Reti       | Comp            | Pres            | Reti            | Comp               | Pres               | Reti               | Comp        | Pres        | Reti        | Pres   | Reti   |
| ----------------------- | ----------------------- | ----------------------- | ---------- | ---------- | --------------- | --------------- | --------------- | ------------------ | ------------------ | ------------------ | ----------- | ----------- | ----------- | ------ | ------ |
| gen.-giu. 2013          | Apolonia Fier           | KS                      | 12         | 0          | CA              | 0               | 0               | -                  | -                  | -                  | -           | -           | -           | 12     | 0      |
| 2013-2014               | Apolonia Fier           | KP                      | 27         | 3          | CA              | 2               | 0               | -                  | -                  | -                  | -           | -           | -           | 29     | 3      |
| 2014-2015               | Apolonia Fier           | KS                      | 26         | 0          | CA              | 2               | 0               | -                  | -                  | -                  | -           | -           | -           | 28     | 0      |
| 2015-gen. 2016          | Apolonia Fier           | KP                      | 11         | 0          | CA              | 1               | 0               | -                  | -                  | -                  | -           | -           | -           | 12     | 0      |
| Totale Apolonia Fier    | Totale Apolonia Fier    | Totale Apolonia Fier    | 76         | 3          |                 | 5               | 0               |                    | -                  | -                  |             | -           | -           | 81     | 3      |
| gen.-giu. 2016          | Partizani Tirana        | KS                      | 16         | 0          | CA              | 1               | 0               | UEL                | -                  | -                  | -           | -           | -           | 17     | 0      |
| 2016-2017               | Partizani Tirana        | KS                      | 28         | 1          | CA              | 3               | 0               | UCL+UEL            | 3+2                | 0                  | -           | -           | -           | 36     | 1      |
| 2017-2018               | Partizani Tirana        | KS                      | 17         | 0          | CA              | 4               | 0               | UEL                | 2                  | 0                  | -           | -           | -           | 23     | 0      |
| 2018-2019               | Partizani Tirana        | KS                      | 29         | 0          | CA              | 5               | 0               | UEL                | 1                  | 0                  | -           | -           | -           | 35     | 0      |
| Totale Partizani Tirana | Totale Partizani Tirana | Totale Partizani Tirana | 90         | 1          |                 | 13              | 0               |                    | 8                  | 0                  |             | -           | -           | 111    | 1      |
| Totale carriera         | Totale carriera         | Totale carriera         | 166        | 4          |                 | 18              | 0               |                    | 8                  | 0                  |             | -           | -           | 192    | 4      |

## Palmarès

### Club

#### Competizioni nazionali
- Campionato albanese: 1

Partizani Tirana: 2018-2019
- Coppa d'Albania: 1

Egnatia: 2022-2023